# Мириалепис
Мириалепис (лат. Myrialepis) — монотипный род растений семейства Пальмовые (Arecaceae). Единственный вид — Мириалепис странный (Myrialepis paradoxa).

## Распространение
Встречается в Мьянме, Таиланде, Камбодже, Вьетнаме, на полуострове Малакка и острове Суматра.

## Синонимика
Рода
- Bejaudia Gagnep.[2]

Вида
- Bejaudia cambodiensis Gagnep.
- Calamus paradoxus Kurzbasionym
- Myrialepis floribunda (Becc.) Gagnep.
- Myrialepis scortechinii Becc.
- Palmijuncus paradoxus (Kurz) Kuntze
- Plectocomiopsis annulata Ridl.
- Plectocomiopsis floribunda Becc.
- Plectocomiopsis paradoxa (Kurz) Becc.
- Plectocomiopsis scortechinii (Becc.) Ridl.[3]